# Javier Angulo
Javier Angulo Barturen (Bilbao, 1949) es un periodista español vinculado al mundo del cine. Fue director de la Semana Internacional de Cine de Valladolid desde 2008 hasta 2023.

## Biografía
Nacido en Bilbao, estudió periodismo en la Universidad de Navarra. Fue filmador y redactor de Televisión Española en el País Vasco. Formó parte de la redacción inicial de El País, creado en 1976, ocupando los cargos de delegado en el País Vasco, jefe de la sección Política/España y del Suplemento Dominical. Durante diez años fue profesor del máster de periodismo de El País.
En 1995 fundó la revista Cinemanía, de información cinematográfica, de la que fue director hasta 2006. En ese tiempo asistió a numerosos festivales de cine de todo el mundo, alguno de los cuales le invitó a formar parte de sus jurados internacionales (entre los que destacan el Festival de Montreal o el Festival Internacional de Producciones Audiovisuales de Biarritz).
Desde finales de la década de 1990, cada enero, participa en los Encuentros Europeos con el Cine Francés, organizados por Unifrance, donde se muestran todas las novedades del cine francés disponibles para festivales y el mercado. Desde 2006 es miembro de la Academia del Cine Europeo, tomando parte cada año en las votaciones de los premios anuales y asistiendo periódicamente a Berlín a las reuniones abiertas en las que se debate la marcha del cine europeo.
Ha colaborado habitualmente con el programa Hoy por hoy de la cadena SER en cuestiones cinematográficas y en el suplemento El Dominical del grupo Zeta. Ha colaborado igualmente con el Festival de Málaga, primero organizando mesas redondas, foros de debate y como asesoría de organización.
En 2007 puso en marcha TVMálaga, primer festival español de cine y ficción para televisión. Es asimismo coordinador del Festival de Cine Español de Tánger, creado en 2007.

## Obras bibliográficas
- Ibarrola, ¿un pintor maldito? (Arte vasco de postguerra)
- Hijos del corazón (Guía práctica para padres adoptivos)
- El poderoso influjo de Jamón, jamón. Narra la historia del rodaje en 1992 de la película de Bigas Luna Jamón, jamón, producida por Andrés Vicente Gómez, que lanzó la carrera de Penélope Cruz, Javier Bardem y Jordi Mollá.

## Filmografía
- La pérdida (2009), en codirección con Enrique Gabriel.